# شوتو کیتاگاوا
شوتو کیتاگاوا (انگلیسی: Shuto Kitagawa؛ زادهٔ ۱ ژوئن ۱۹۹۵) بازیکن فوتبال است.